# Amasia (Shirak)
Amasia es una localidad situada en la provincia de Shirak, en Armenia. Tiene una población estimada, a inicios de 2012, de 2210 habitantes.
Está ubicada al noroeste de la provincia, a poca distancia del río Akhurian —afluente del río Aras— y de la frontera con Turquía y Georgia.